# Mikania pseudorimachii
Mikania pseudorimachii là một loài thực vật có hoa trong họ Cúc. Loài này được W.C.Holmes & McDaniel mô tả khoa học đầu tiên năm 1989.